# Hydraena pallidula
Hydraena pallidula är en skalbaggsart som beskrevs av Sainte-claire Deville 1909. Hydraena pallidula ingår i släktet Hydraena och familjen vattenbrynsbaggar. Inga underarter finns listade i Catalogue of Life.